# Casa Monfort II
La Casa Monfort II és un edifici del municipi de Figueres (Alt Empordà) que forma part de l'Inventari del Patrimoni Arquitectònic de Catalunya.

## Descripció
És un edifici entre mitgeres situat a pocs metres del museu Dalí. És un edifici de planta baixa i dos pisos amb coberta terrassada. Les obertures de la planta baixa han estat modificades per habilitar-les a l'ús comercial. Els dos pisos superiors tenen tres obertures amb balcó, i a sobre d'aquestes obertures trobem uns frisos que ocupen l'amplada de la façana decorats amb ornamentació vegetal. Entre les finestres del primer pis, també trobem pintat a la façana dos rectangles, que en el pis superior són dues finestres actualment cegades. La testera de l'edifici la conforma la barana de la terrassa amb balustrada.